# Fousseni Bamba
Fousseni Bamba (Bingerville, 19 aprile 1990) è un calciatore ivoriano naturalizzato guineano, difensore svincolato.

## Biografia
Anche suo fratello Yacouba è un calciatore.